# Leichtathletik-Weltmeisterschaften 2019/800 m der Männer

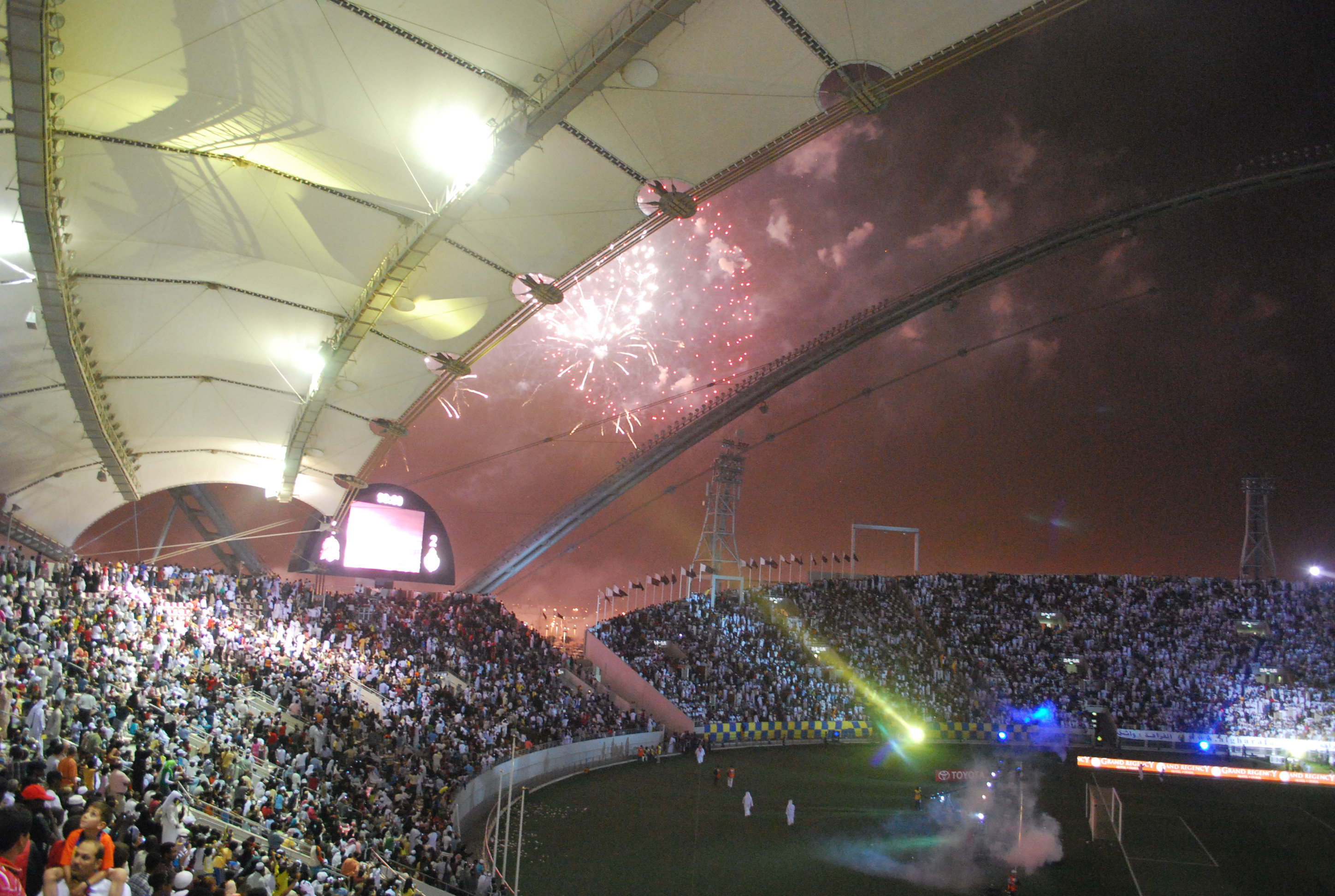
Das Khalifa International Stadium während des Emir Cups im Jahr 2009

Der 800-Meter-Lauf der Männer bei den Leichtathletik-Weltmeisterschaften 2019 fand am 28. und 29. September sowie 1. Oktober 2019 im Khalifa International Stadium der katarischen Hauptstadt Doha statt.
45 Athleten aus 28 Ländern nahmen an dem Wettbewerb teil.
Die Goldmedaille gewann der US-Amerikaner Donavan Brazier mit neuem Meisterschaftsrekord von 1:42,34 min. Silber ging in 1:43,47 min an den WM-Dritten von 2015 Amel Tuka aus Bosnien und Herzegowina. Die Bronzemedaille sicherte sich der Kenianer Ferguson Cheruiyot Rotich mit 1:43,82 min.

## Rekorde

### Bestehende Rekorde
Vor dem Wettbewerb galten folgende Rekorde:
| Weltrekord               | David Lekuta Rudisha | 1:40,91 min | OS in London, Großbritannien | 9. August 2012    |
| Weltmeisterschaftsrekord | Billy Konchellah     | 1:43,06 min | WM in Rom, Italien           | 1. September 1987 |

Der bestehende WM-Rekord wurde bei diesen Weltmeisterschaften nicht eingestellt und nicht verbessert.

### Rekordverbesserung
Der US-amerikanische Weltmeister Donavan Brazier verbesserte den bestehenden WM-Rekord im Finale am 1. Oktober um 72 Hundertstelsekunden auf 1:42,34 min und stellte damit gleichzeitig einen neuen Amerikarekord auf.

## Vorläufe
Aus den sechs Vorläufen qualifizierten sich die jeweils drei Ersten jedes Laufes – hellblau unterlegt – und zusätzlich die sechs Zeitschnellsten – hellgrün unterlegt – für das Halbfinale.

### Lauf 1

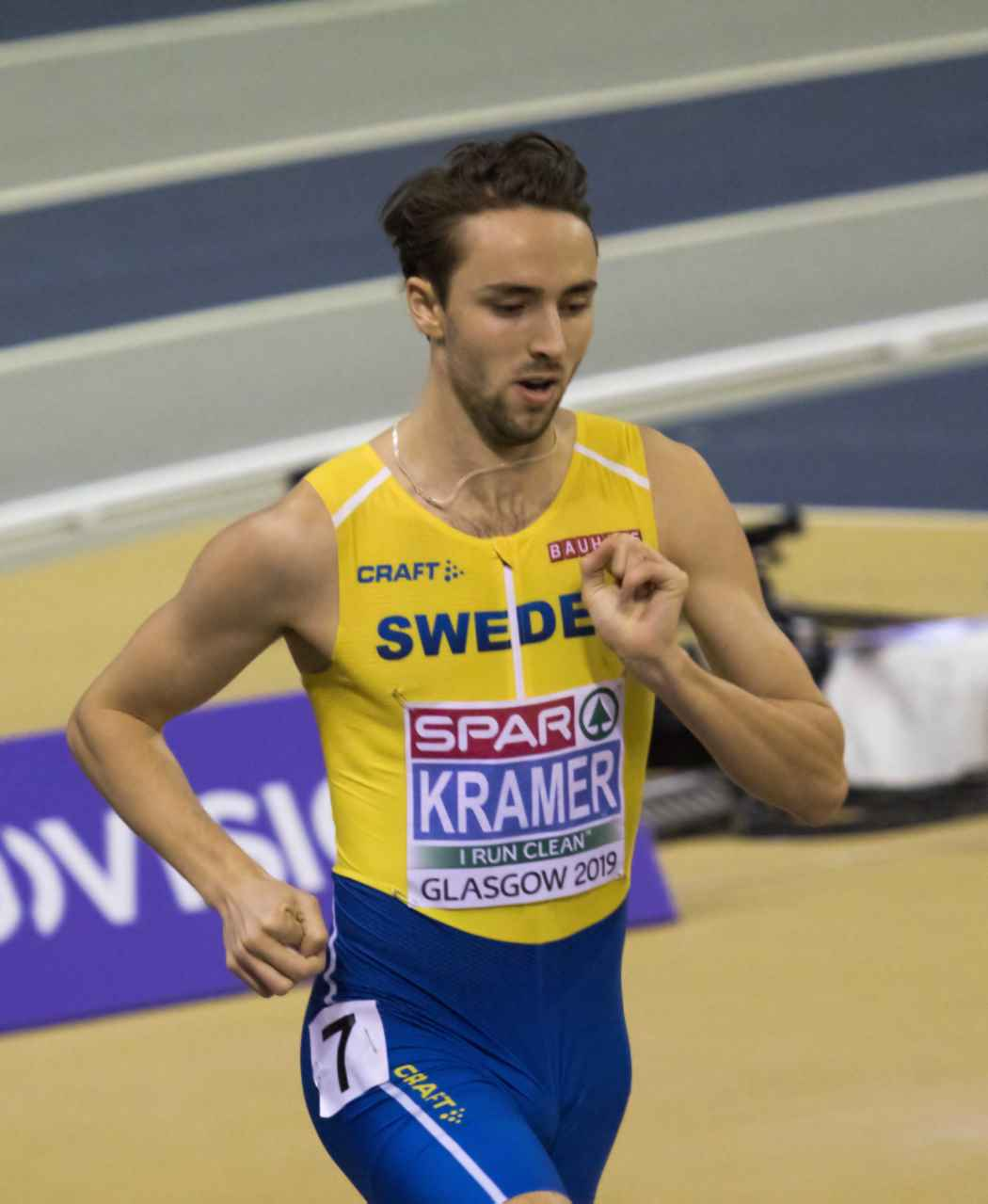
Andreas Kramer – ausgeschieden als Vierter in 1:46,74 min
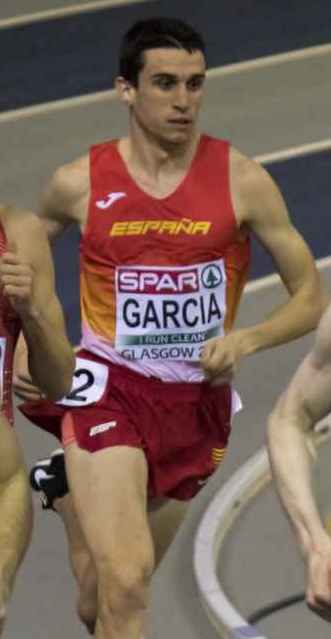
Mariano García – ausgeschieden als Sechster in 1:49,08 min

28. September 2019, 17:05 Uhr Ortszeit (16:05 Uhr MESZ)
| Platz | Athlet                  | Land       | Zeit (min) |
| ----- | ----------------------- | ---------- | ---------- |
| 1     | Donavan Brazier         | USA        | 1:46,04    |
| 2     | Marco Arop              | Kanada     | 1:46,12    |
| 3     | Tshepo Tshite           | Südafrika  | 1:46,54    |
| 4     | Andreas Kramer          | Schweden   | 1:46,74    |
| 5     | Lucirio Antonio Garrido | Venezuela  | 1:46,89    |
| 6     | Mariano García          | Spanien    | 1:49,08    |
| 7     | Luke Mathews            | Australien | 1:50,16    |
| 8     | Min Min Zaw             | Myanmar    | 1:56,85 SB |

### Lauf 2

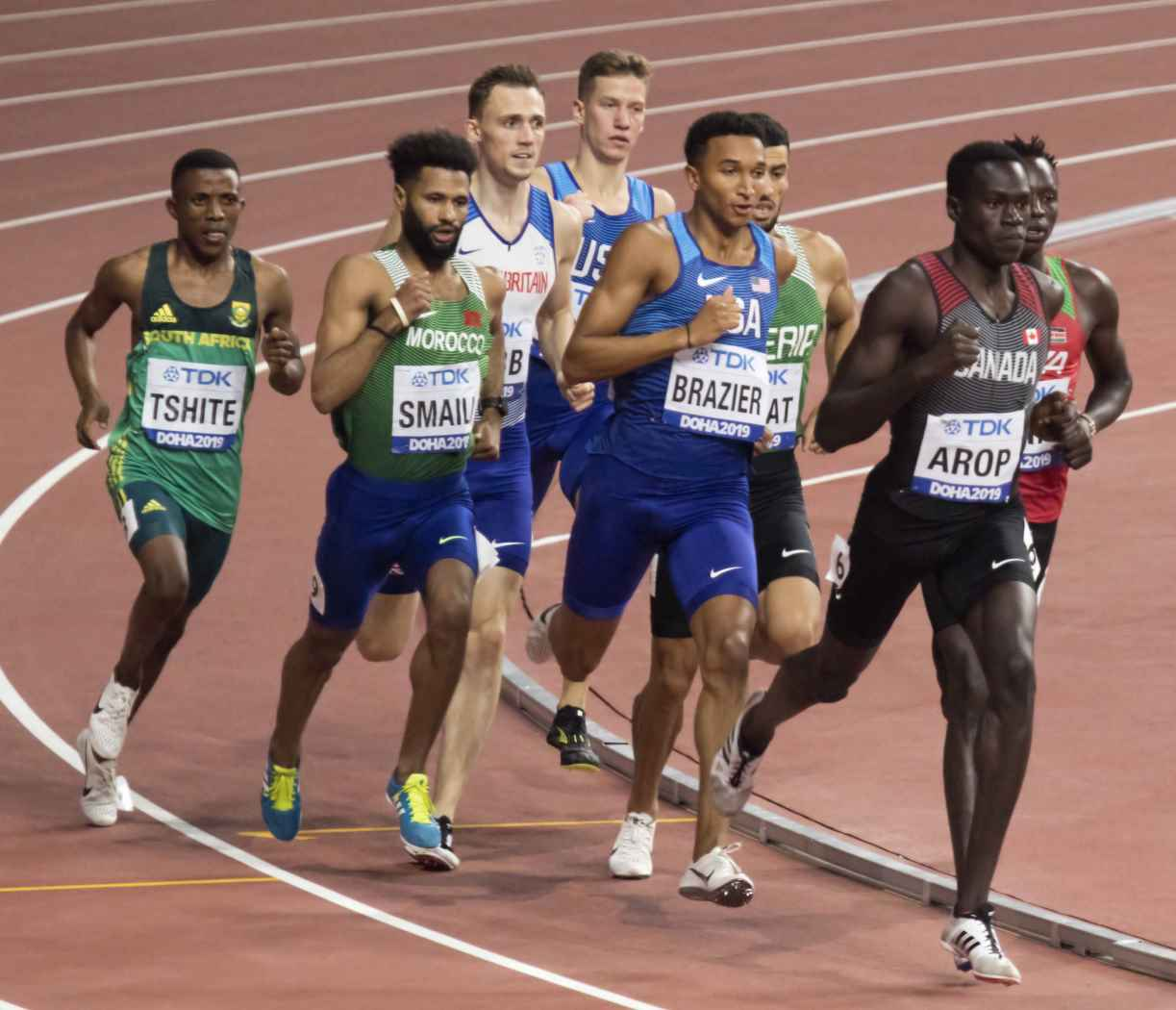
Läufer in der Zielkurve des zweiten Halbfinals

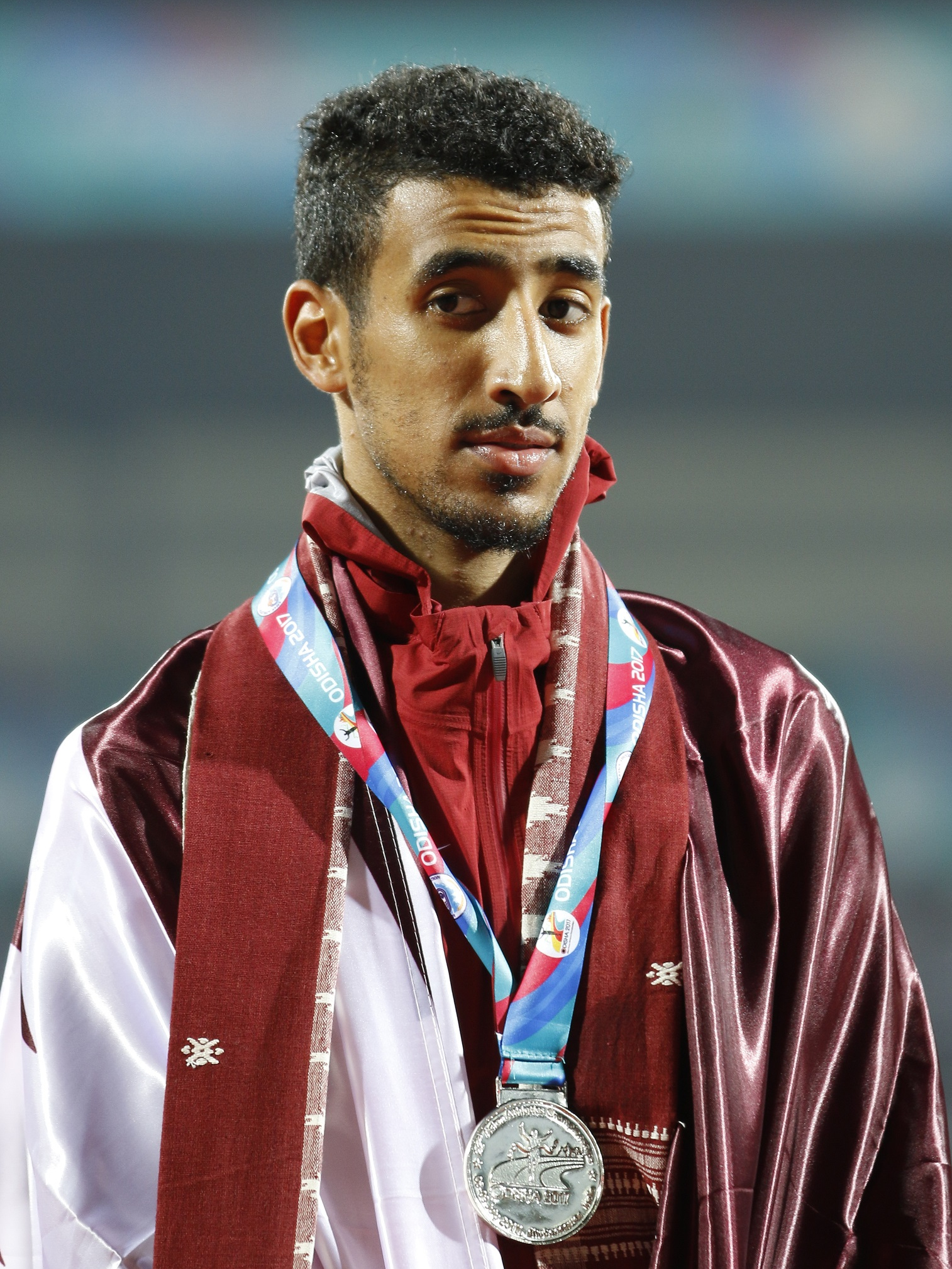
Jamal Hairane – ausgeschieden als Fünfter in 1:46,40 min
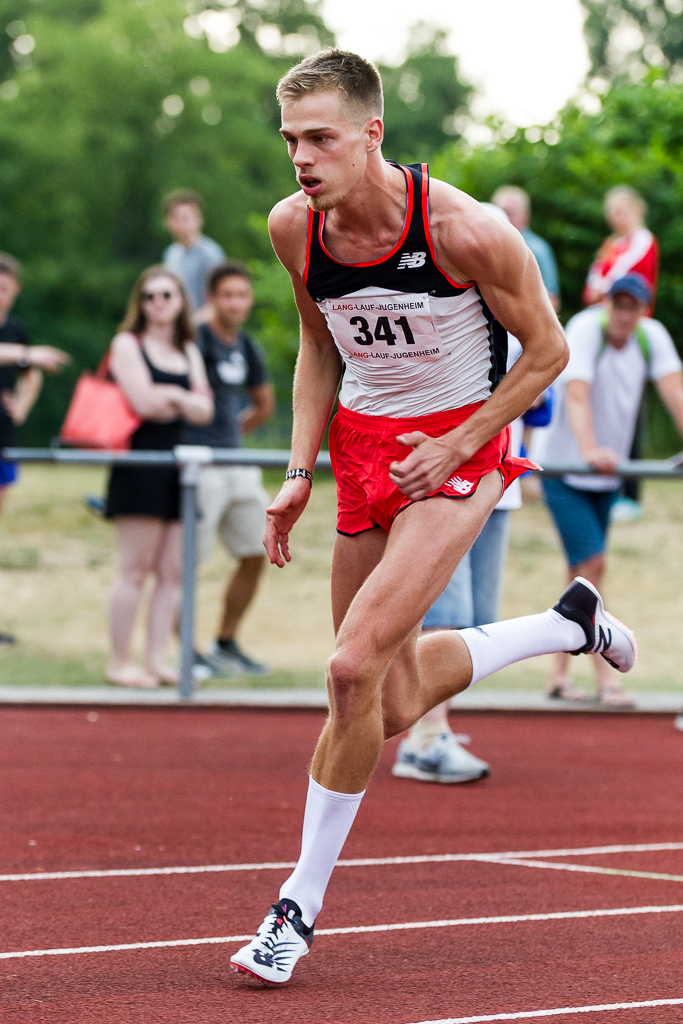
Marc Reuther – ausgeschieden als Sechster in 1:47,31 min

28. September 2019, 17:22 Uhr Ortszeit (16:22 Uhr MESZ)
| Platz | Athlet                | Land           | Zeit (min) |
| ----- | --------------------- | -------------- | ---------- |
| 1     | Alex Ngeno Kipngetich | Kenia          | 1:46,07    |
| 2     | Adrián Ben            | Spanien        | 1:46,12    |
| 3     | Jamie Webb            | Großbritannien | 1:46,23    |
| 4     | Brannon Kidder        | USA            | 1:46,29    |
| 5     | Jamal Hairane         | Katar          | 1:46,40    |
| 6     | Marc Reuther          | Deutschland    | 1:47,31    |
| DNS   | Nijel Amos            | Botswana       |            |

### Lauf 3

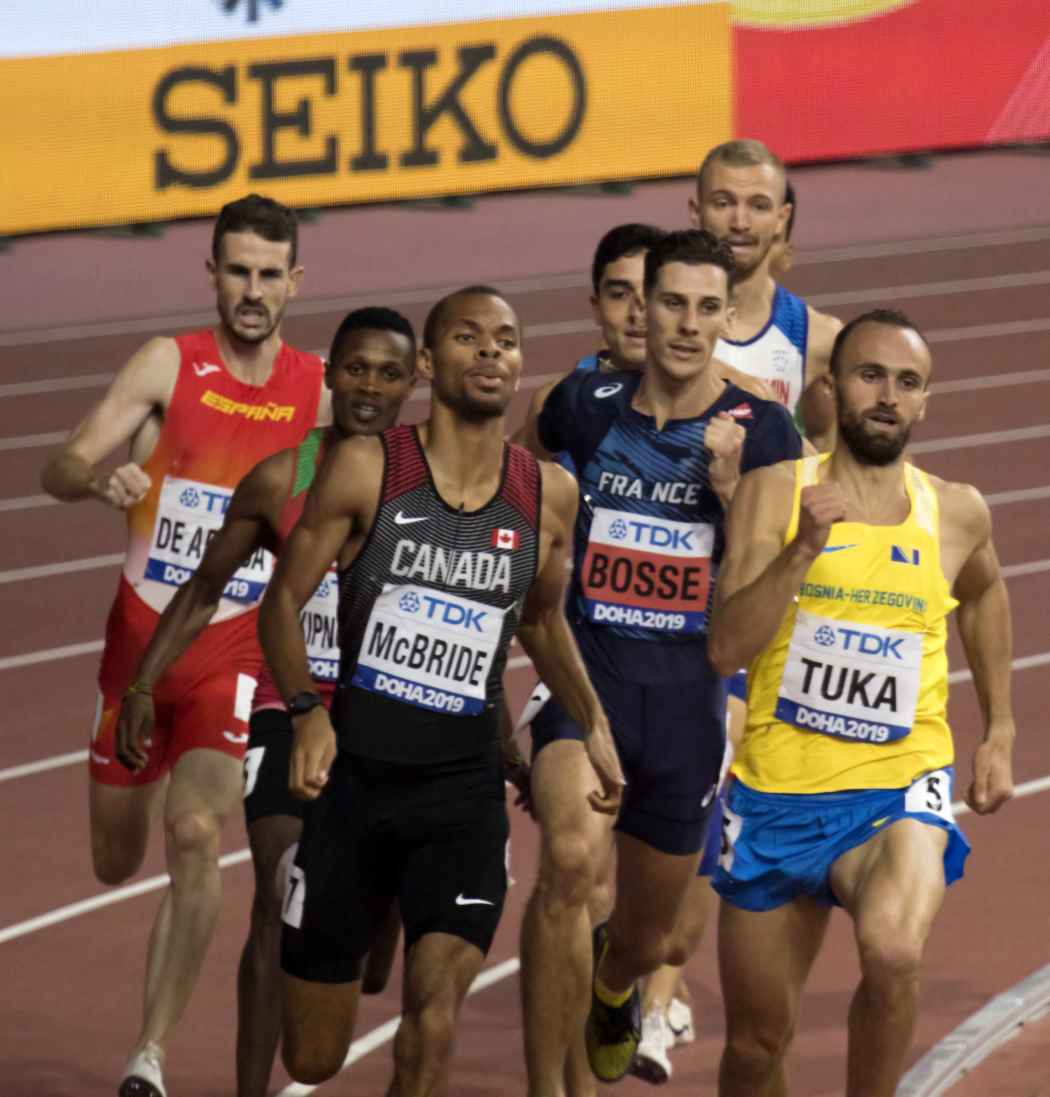
Läufer in der Zielkurve des dritten Halbfinals

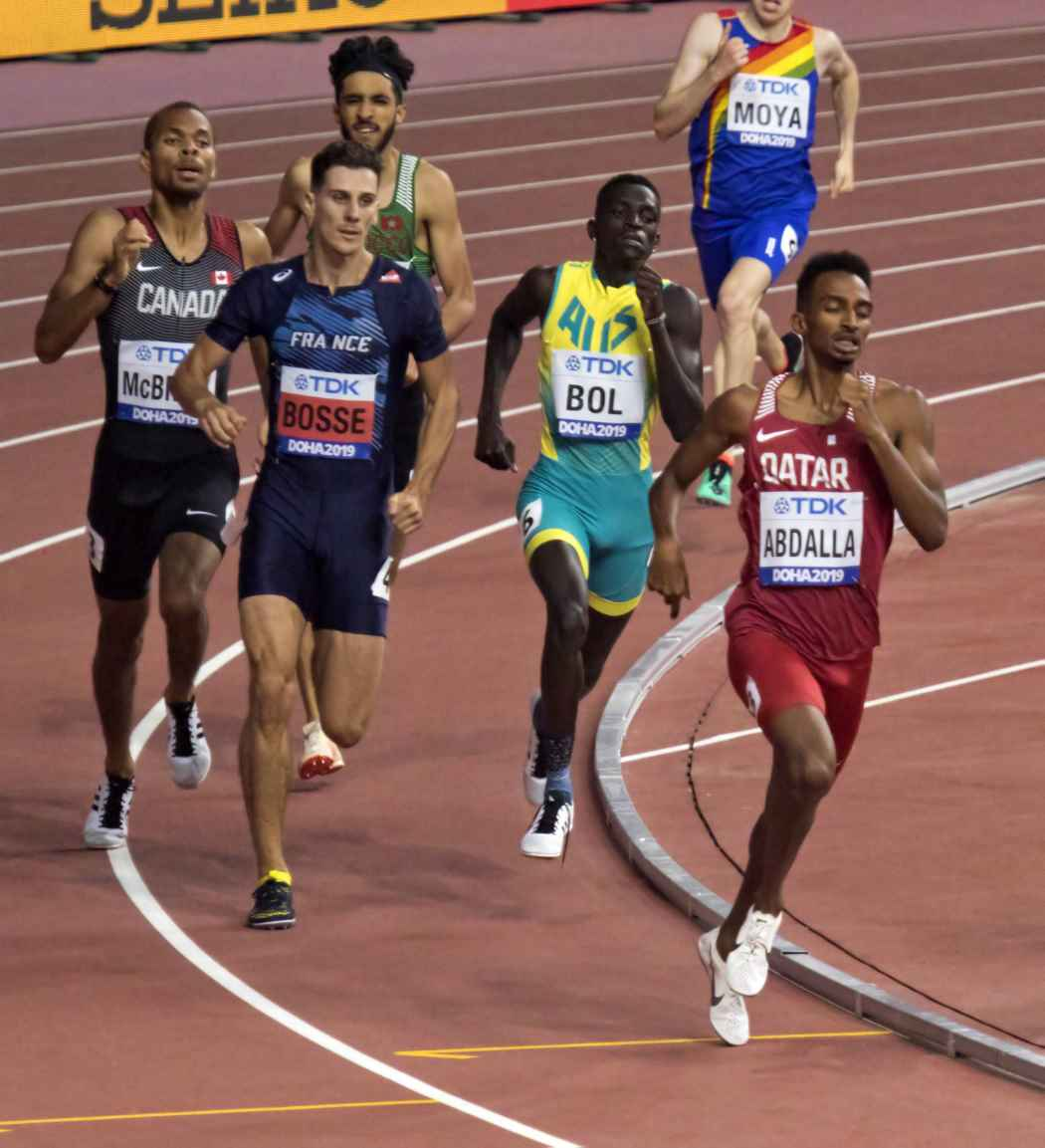
Dritter Vorlauf, in der Zielkurve
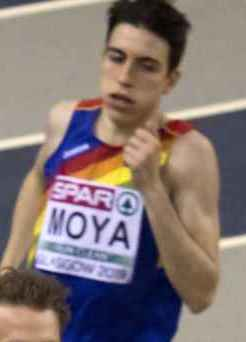
Pol Moya – ausgeschieden als Sechster in 1:48,52 min

28. September 2019, 17:29 Uhr Ortszeit (16:29 Uhr MESZ)
| Platz | Athlet                     | Land        | Zeit (min) |
| ----- | -------------------------- | ----------- | ---------- |
| 1     | Brandon McBride            | Kanada      | 1:45,96    |
| 2     | Abubaker Haydar Abdalla    | Katar       | 1:46,11    |
| 3     | Pierre-Ambroise Bosse      | Frankreich  | 1:46,14    |
| 4     | Mouad Zahafi               | Marokko     | 1:46,56    |
| 5     | Peter Bol                  | Australien  | 1:46,92    |
| 6     | Pol Moya                   | Andorra     | 1:48,52    |
| 7     | Ryan Sánchez               | Puerto Rico | 1:54,46    |
| 8     | Roberto Belo Amaral Soares | Osttimor    | 2:02,43    |

### Lauf 4

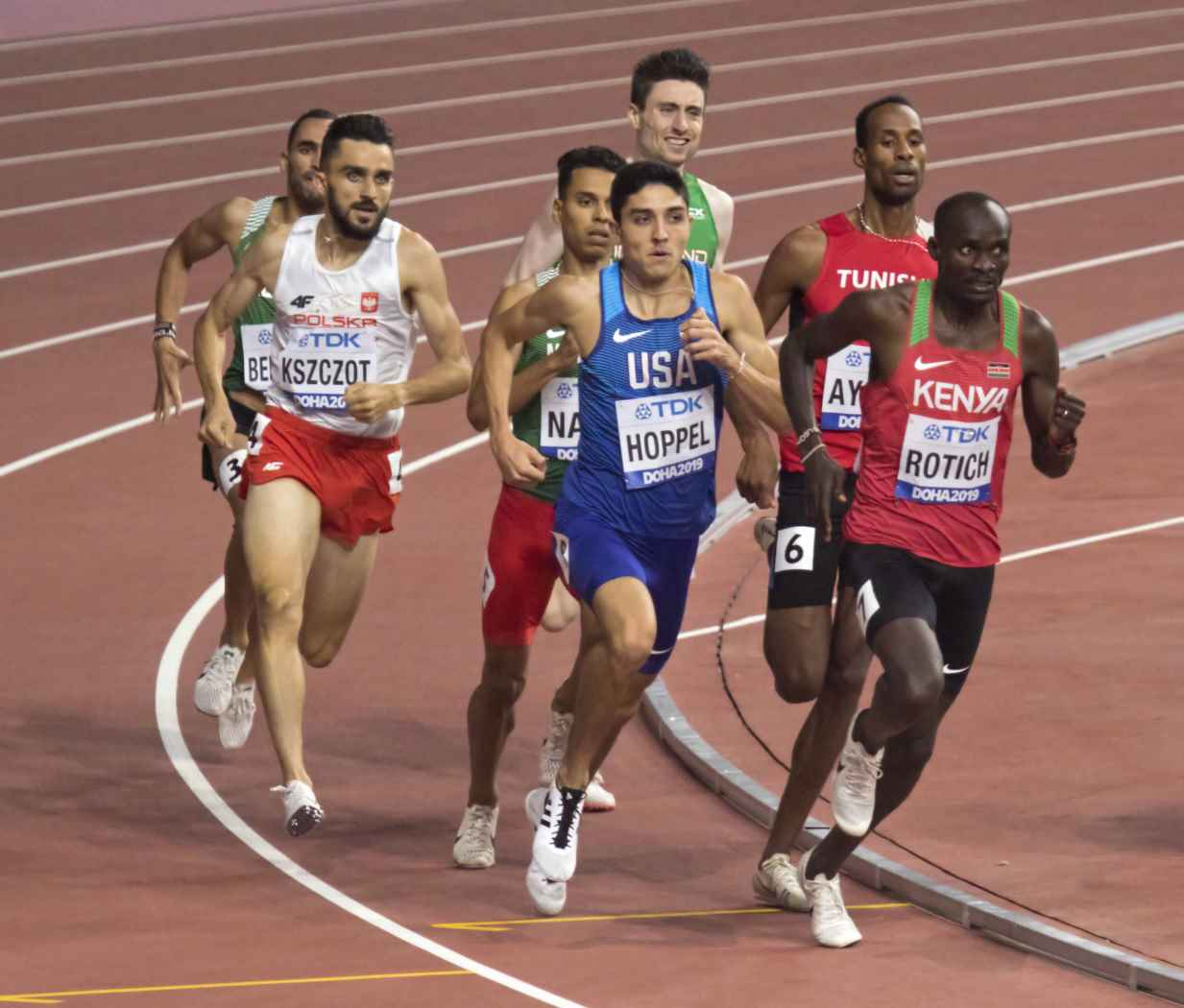
Vierter Vorlauf, Zielkurve
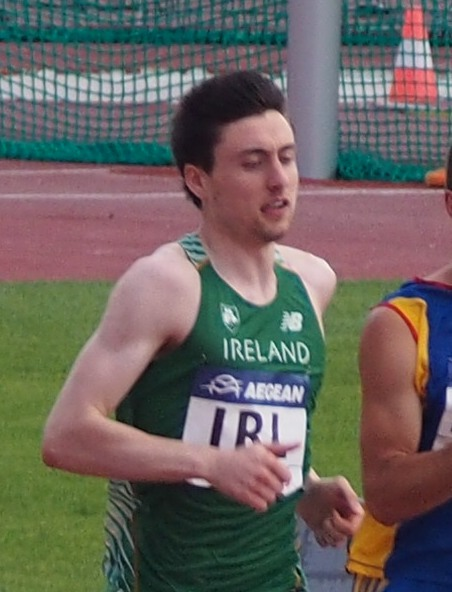
Mark English – ausgeschieden als Siebter in 1:47,25 min

28. September 2019, 17:36 Uhr Ortszeit (16:36 Uhr MESZ)
| Platz | Athlet                    | Land     | Zeit (min) |
| ----- | ------------------------- | -------- | ---------- |
| 1     | Ferguson Cheruiyot Rotich | Kenia    | 1:45,98    |
| 2     | Bryce Hoppel              | USA      | 1:46,01    |
| 3     | Abdessalem Ayouni         | Tunesien | 1:46,09    |
| 4     | Oussama Nabil             | Marokko  | 1:46,17    |
| 5     | Adam Kszczot              | Polen    | 1:46,20    |
| 6     | Mohamed Belbachir         | Algerien | 1:46,52    |
| 7     | Mark English              | Irland   | 1:47,25    |

### Lauf 5

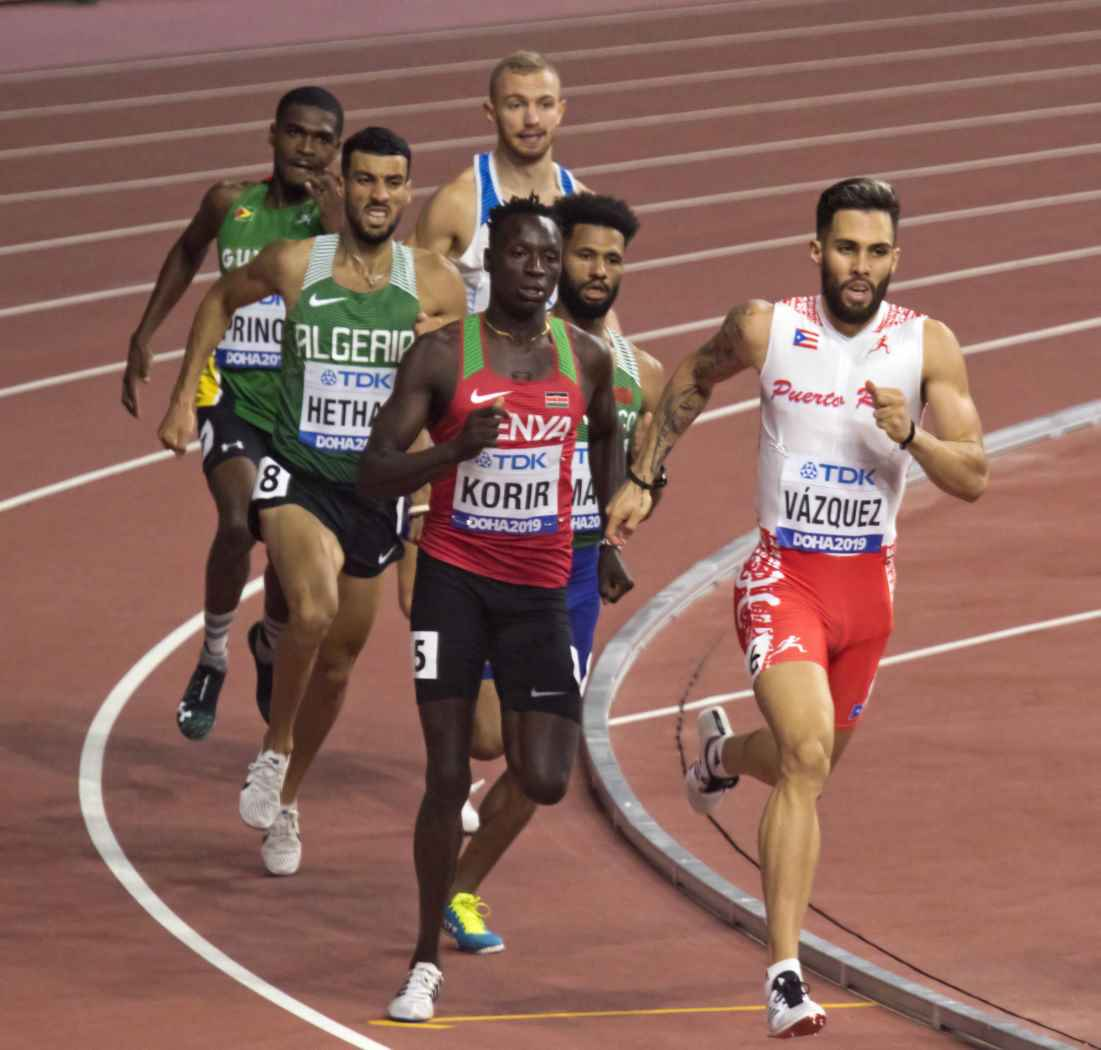
Fünfter Vorlauf, Zielkurve

28. September 2019, 17:43 Uhr Ortszeit (16:43 Uhr MESZ)
| Platz | Athlet                | Land             | Zeit (min) |
| ----- | --------------------- | ---------------- | ---------- |
| 1     | Emmanuel Korir        | Kenia            | 1:45,16    |
| 2     | Mostafa Smaili        | Marokko          | 1:45,27    |
| 3     | Wesley Vázquez        | Puerto Rico      | 1:45,47    |
| 4     | Yassine Hethat        | Algerien         | 1:45,67    |
| 5     | Kyle Langford         | Großbritannien   | 1:46,14    |
| 6     | Quamel Prince         | Guyana           | 1:48,41    |
| 7     | Mohammed al-Suleimani | Oman             | 1:50,91 PB |
| 8     | Benjamín Enzema       | Äquatorialguinea | 1:51,69 SB |

### Lauf 6
28. September 2019, 17:50 Uhr Ortszeit (16:50 Uhr MESZ)
| Platz | Athlet                   | Land                    | Zeit (min)                                             |
| ----- | ------------------------ | ----------------------- | ------------------------------------------------------ |
| 1     | Elliot Giles             | Großbritannien          | 1:45,53                                                |
| 2     | Clayton Murphy           | USA                     | 1:45,62                                                |
| 3     | Amel Tuka                | Bosnien und Herzegowina | 1:45,62                                                |
| 4     | Álvaro de Arriba         | Spanien                 | 1:45,67                                                |
| 5     | Andrés Arroyo            | Puerto Rico             | 1:46,75                                                |
| 6     | Edose Ibadin             | Nigeria                 | 1:47,91                                                |
| 7     | Musa Hajdari             | Kosovo                  | 1:47,98                                                |
| DSQ   | Samer Ali Saleh al-Johar | Jordanien               | IAAF Rule 163.5 – Bahnverlassen vor der Übergangslinie |

## Halbfinale
Aus den drei Halbfinalläufen qualifizierten sich die jeweils zwei Ersten jedes Laufes – hellblau unterlegt – und zusätzlich die zwei Zeitschnellsten – hellgrün unterlegt – für das Finale.

### Lauf 1
29. September 2019, 21:55 Uhr Ortszeit (20:55 Uhr MESZ)
| Platz | Athlet                    | Land           | Zeit (min) |
| ----- | ------------------------- | -------------- | ---------- |
| 1     | Wesley Vázquez            | Puerto Rico    | 1:43,96    |
| 2     | Ferguson Cheruiyot Rotich | Kenia          | 1:44,20    |
| 3     | Clayton Murphy            | USA            | 1:44,48    |
| 4     | Adrián Ben                | Spanien        | 1:44,97 PB |
| 5     | Elliot Giles              | Großbritannien | 1:45,15    |
| 6     | Adam Kszczot              | Polen          | 1:45,22    |
| 7     | Abdessalem Ayouni         | Tunesien       | 1:45,80    |
| 8     | Abubaker Haydar Abdalla   | Katar          | 1:48,87    |

Im ersten Halbfinale ausgeschiedene Läufer:

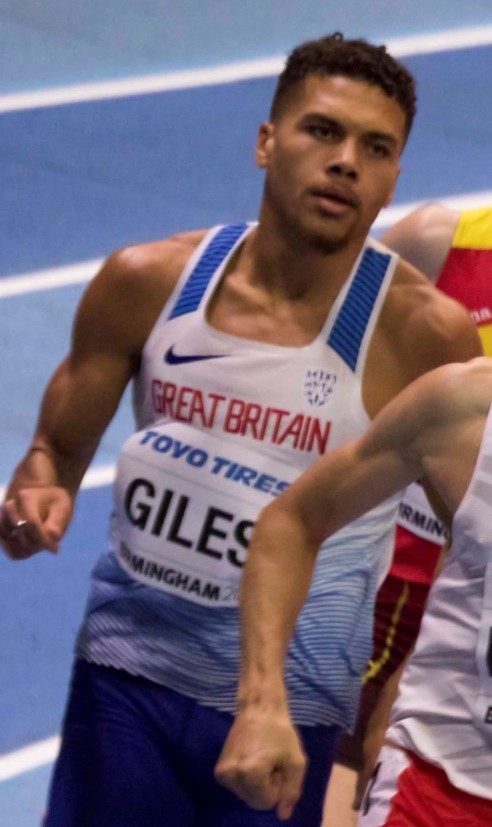
Elliot Giles Rang fünf in 1:45,15 min
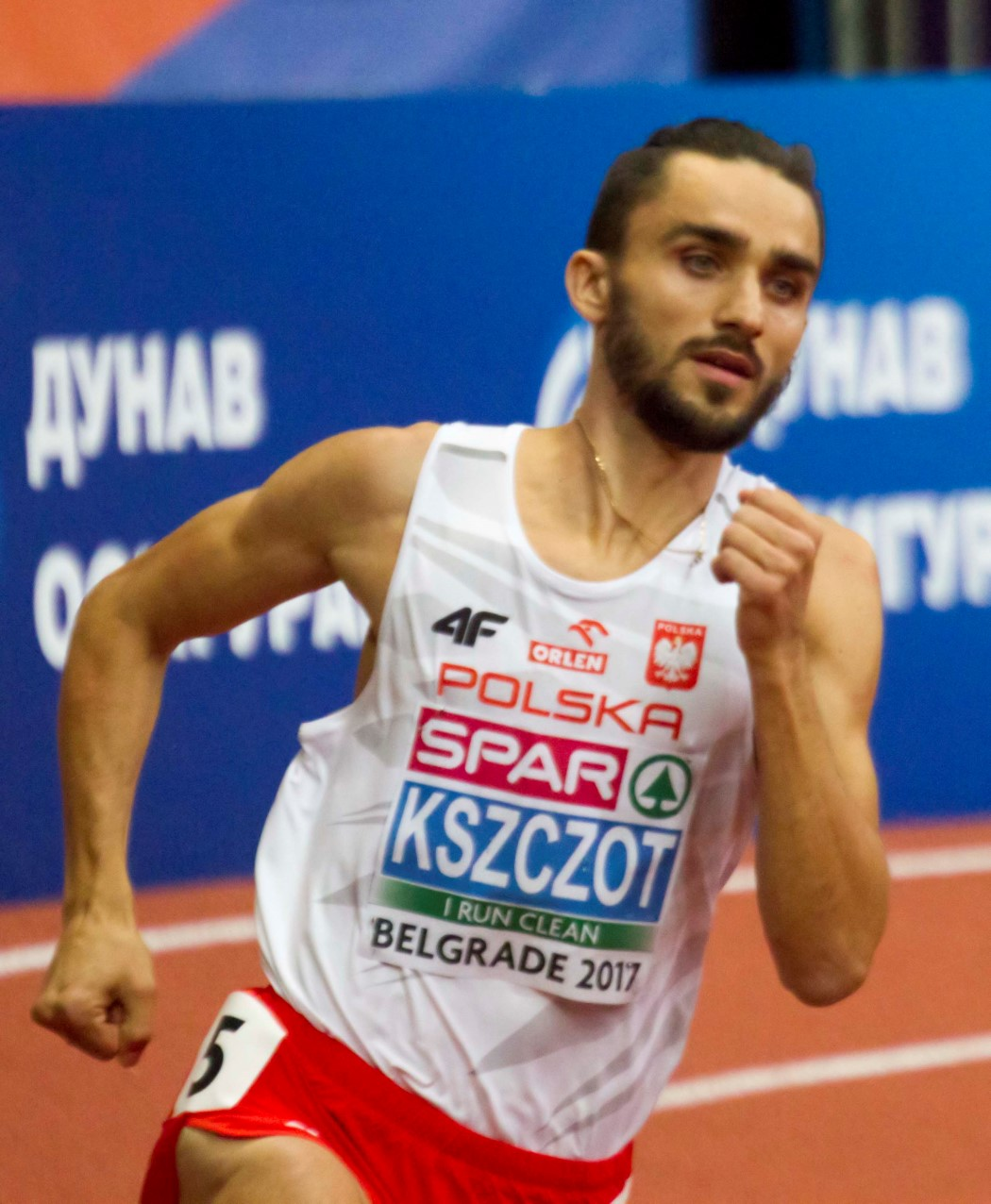
Adam Kszczot Rang sechs in 1:45,22 min
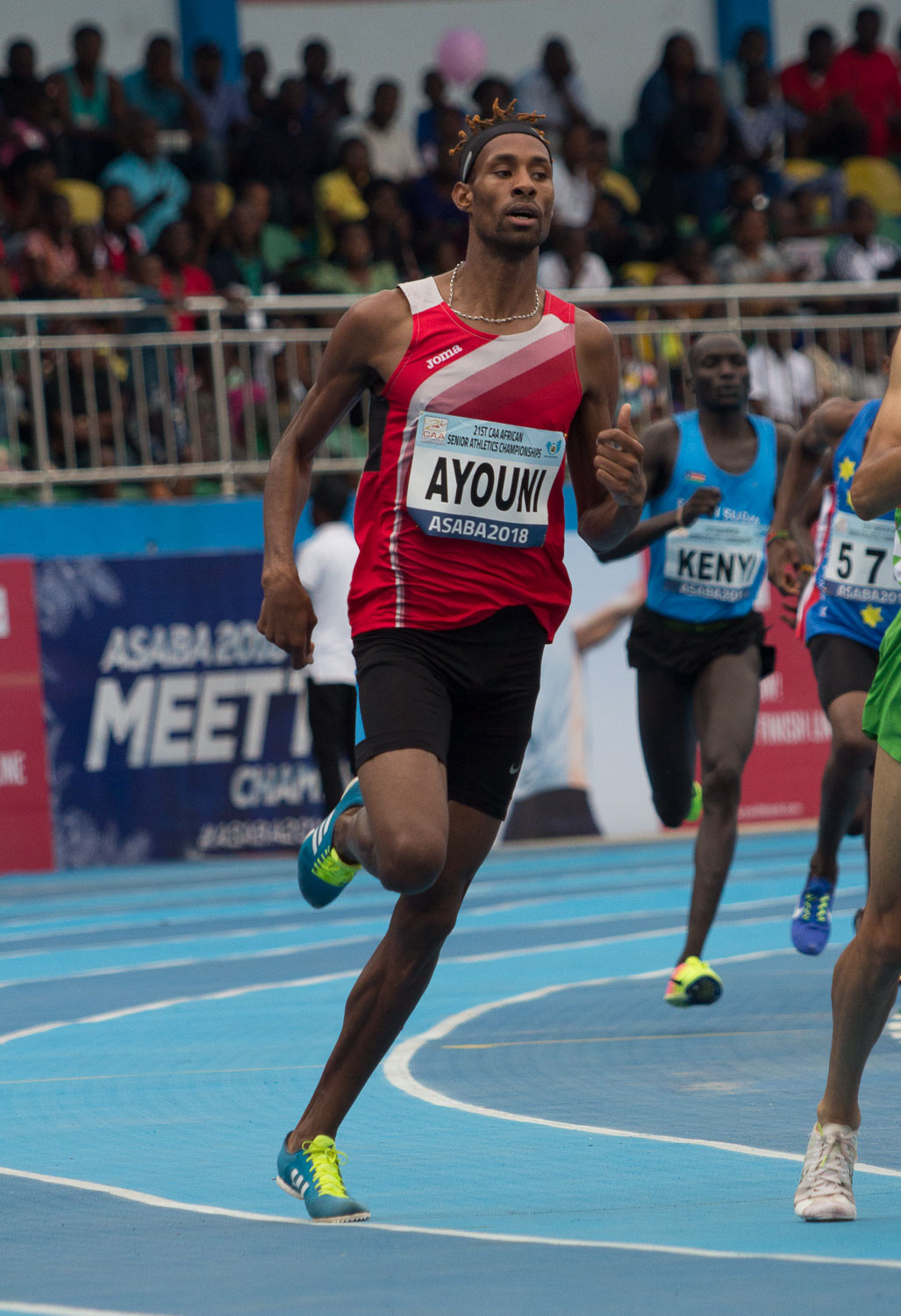
Abdessalem Ayouni Rang sieben in 1:45,80 min
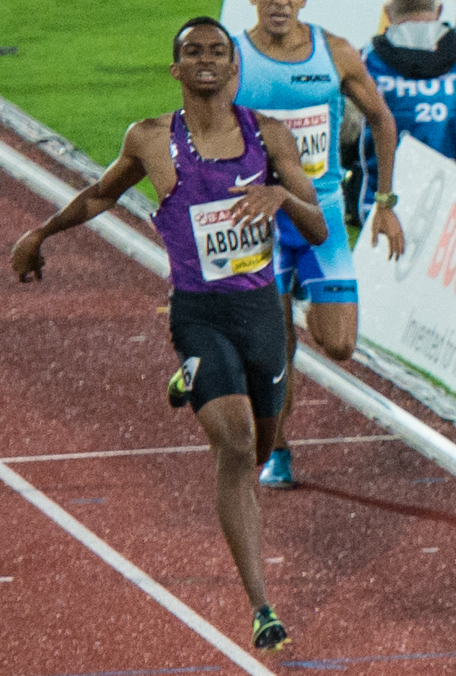
Abubaker Haydar Abdalla Rang acht in 1:48,87 min

### Lauf 2
29. September 2019, 22:05 Uhr Ortszeit (21:05 Uhr MESZ)
| Platz | Athlet          | Land           | Zeit (min) |
| ----- | --------------- | -------------- | ---------- |
| 1     | Donavan Brazier | USA            | 1:44,87    |
| 2     | Marco Arop      | Kanada         | 1:45,07    |
| 3     | Emmanuel Korir  | Kenia          | 1:45,19    |
| 4     | Brannon Kidder  | USA            | 1:45,62    |
| 5     | Mostafa Smaili  | Marokko        | 1:45,78    |
| 6     | Tshepo Tshite   | Südafrika      | 1:46,08    |
| 7     | Yassine Hethat  | Algerien       | 1:46,15    |
| 8     | Jamie Webb      | Großbritannien | 1:48,44    |

Im zweiten Halbfinale ausgeschiedene Läufer:

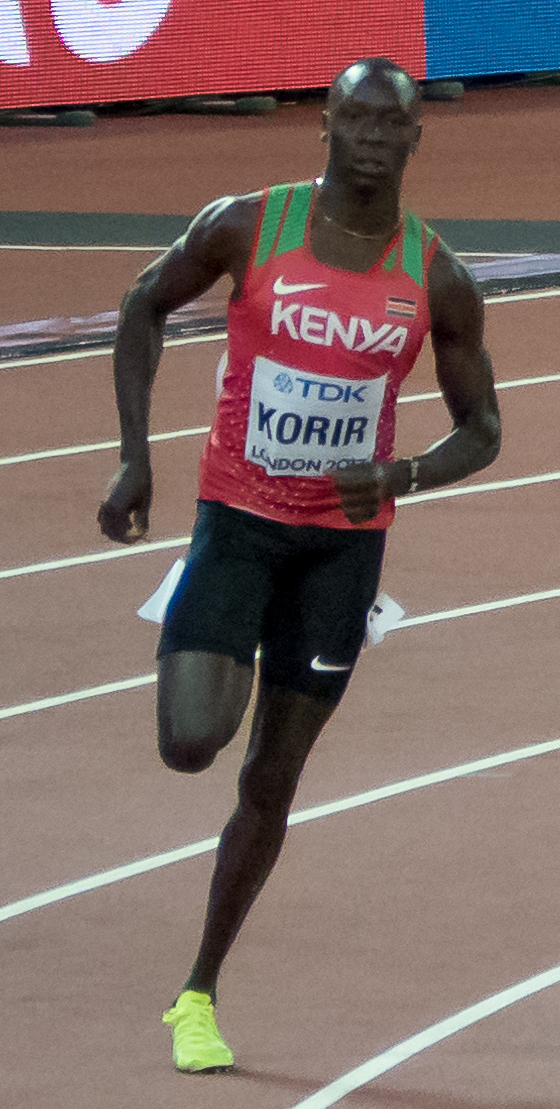
Emmanuel Korir Rang drei in 1:45,19 min
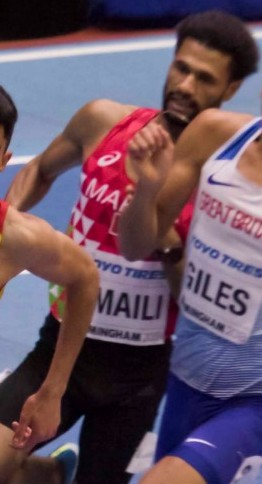
Mostafa Smaili Rang fünf in 1:45,78 min
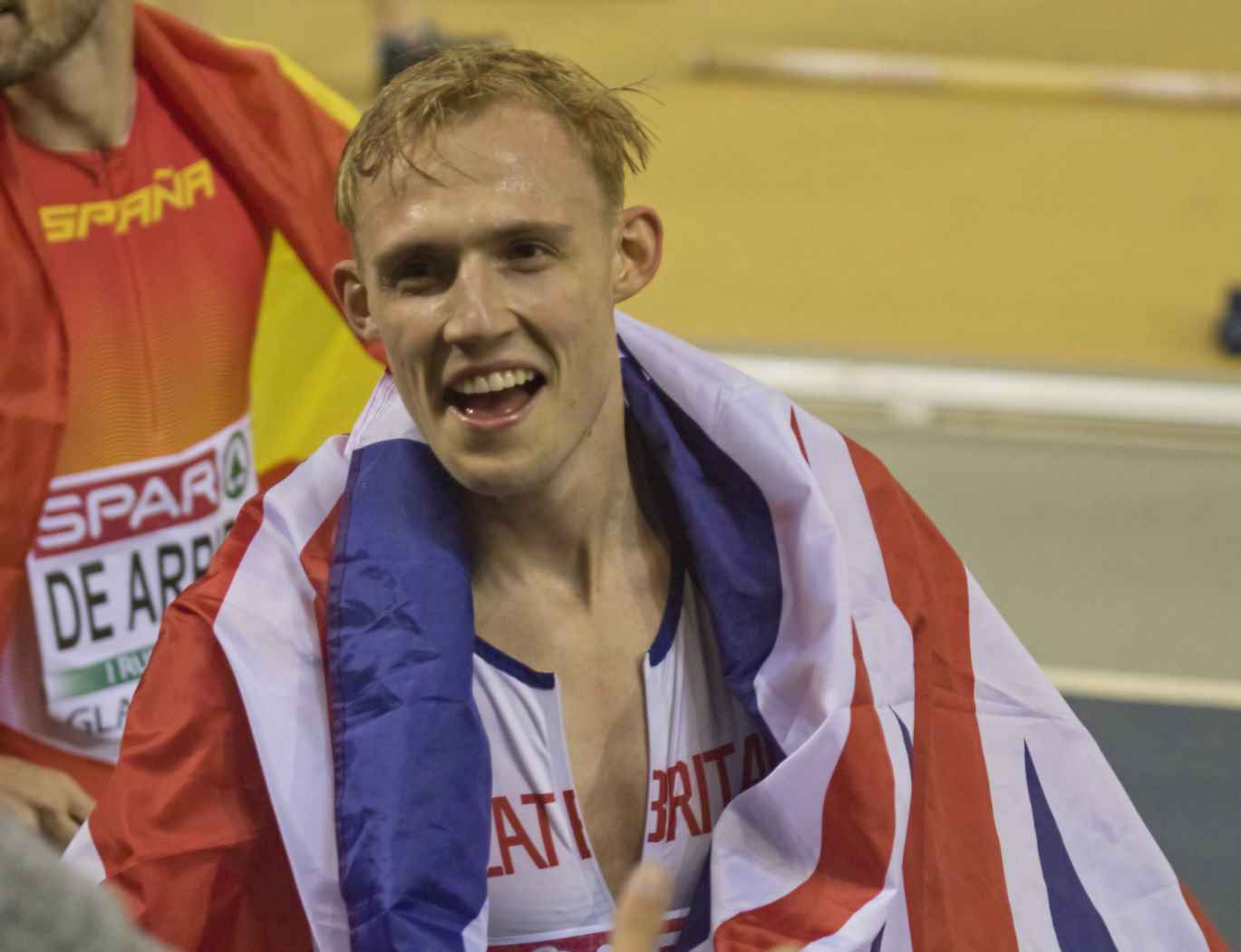
Jamie Webb Rang acht in 1:48,44 min

### Lauf 3
29. September 2019, 22:15 Uhr Ortszeit (21:15 Uhr MESZ)
| Platz | Athlet                | Land                    | Zeit (min)                    |
| ----- | --------------------- | ----------------------- | ----------------------------- |
| 1     | Amel Tuka             | Bosnien und Herzegowina | 1:45,63                       |
| 2     | Bryce Hoppel          | USA                     | 1:45,95                       |
| 3     | Álvaro de Arriba      | Spanien                 | 1:46,09                       |
| 4     | Brandon McBride       | Kanada                  | 1:46,21                       |
| 5     | Kyle Langford         | Großbritannien          | 1:46,41                       |
| 6     | Alex Ngeno Kipngetich | Kenia                   | 1:46,61                       |
| 7     | Pierre-Ambroise Bosse | Frankreich              | 1:47,60                       |
| DSQ   | Oussama Nabil         | Marokko                 | IAAF Rule 163.2 – Behinderung |

Im dritten Halbfinale ausgeschiedene Läufer:

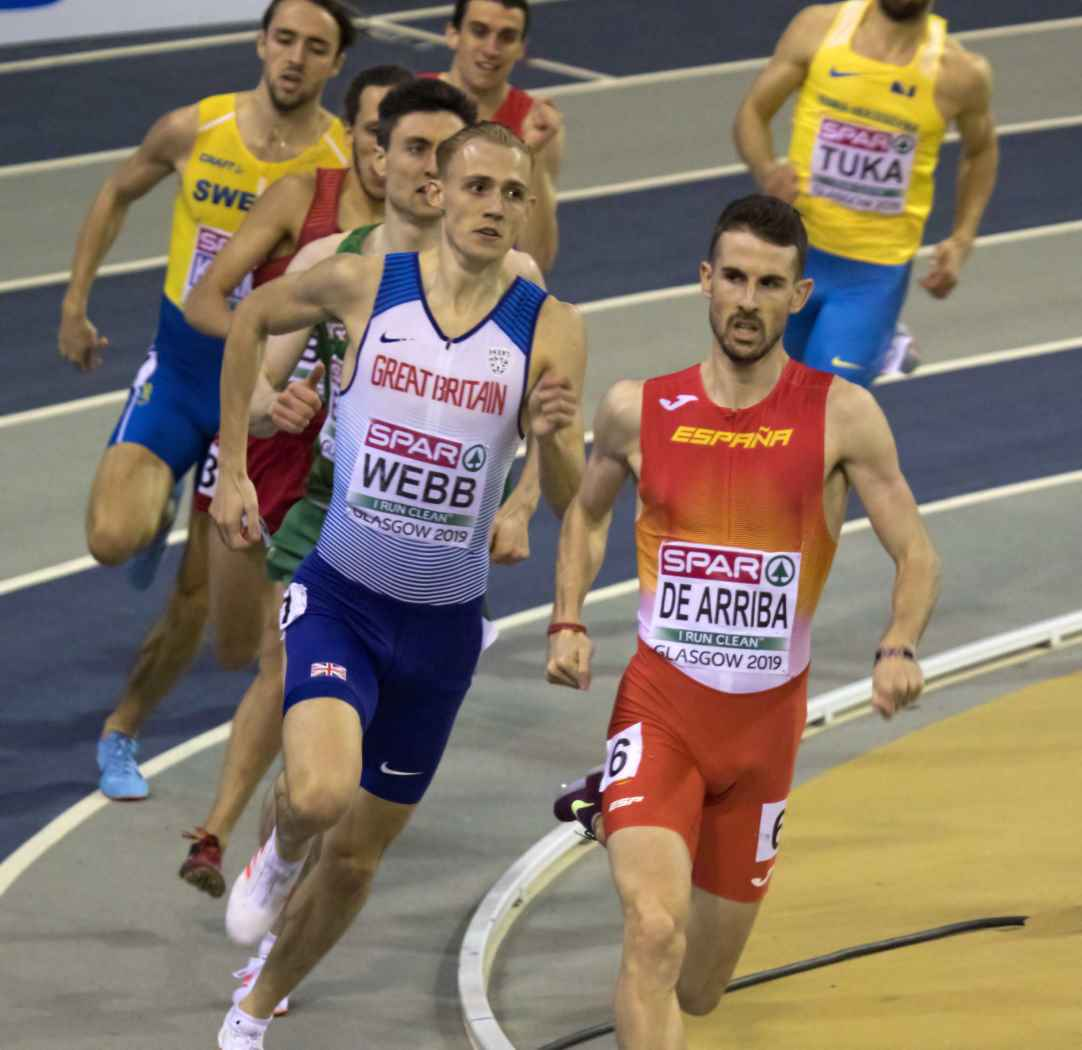
Álvaro de Arriba (rotes Trikot) – Rang drei in 1:46,09 min
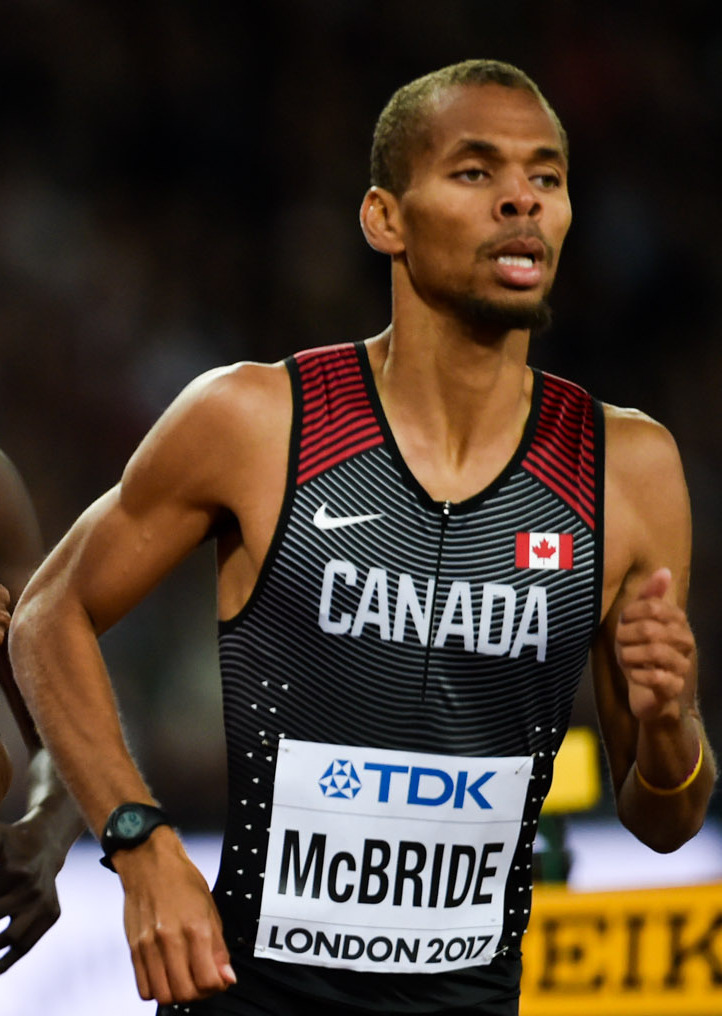
Brandon McBride Rang vier in 1:46,21 min
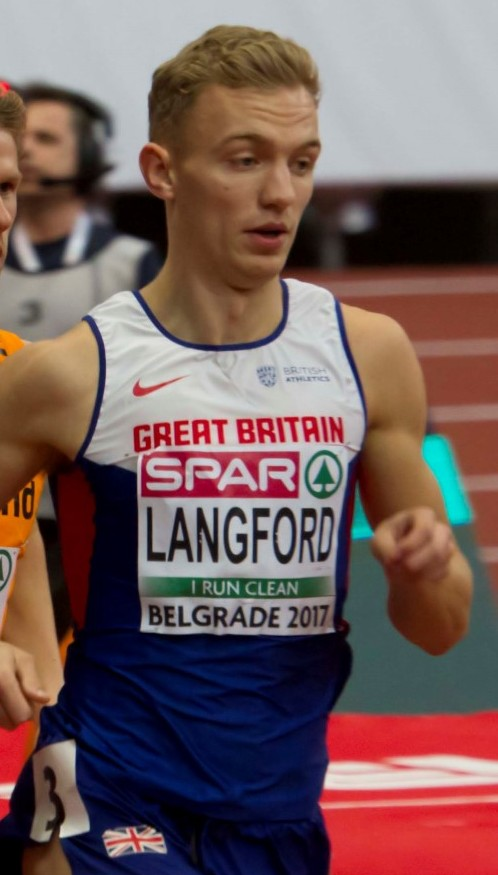
Kyle Langford Rang fünf in 1:46,41 min
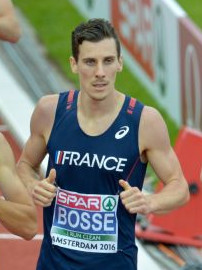
Pierre-Ambroise Bosse Rang sieben in 1:47,60 min

## Finale

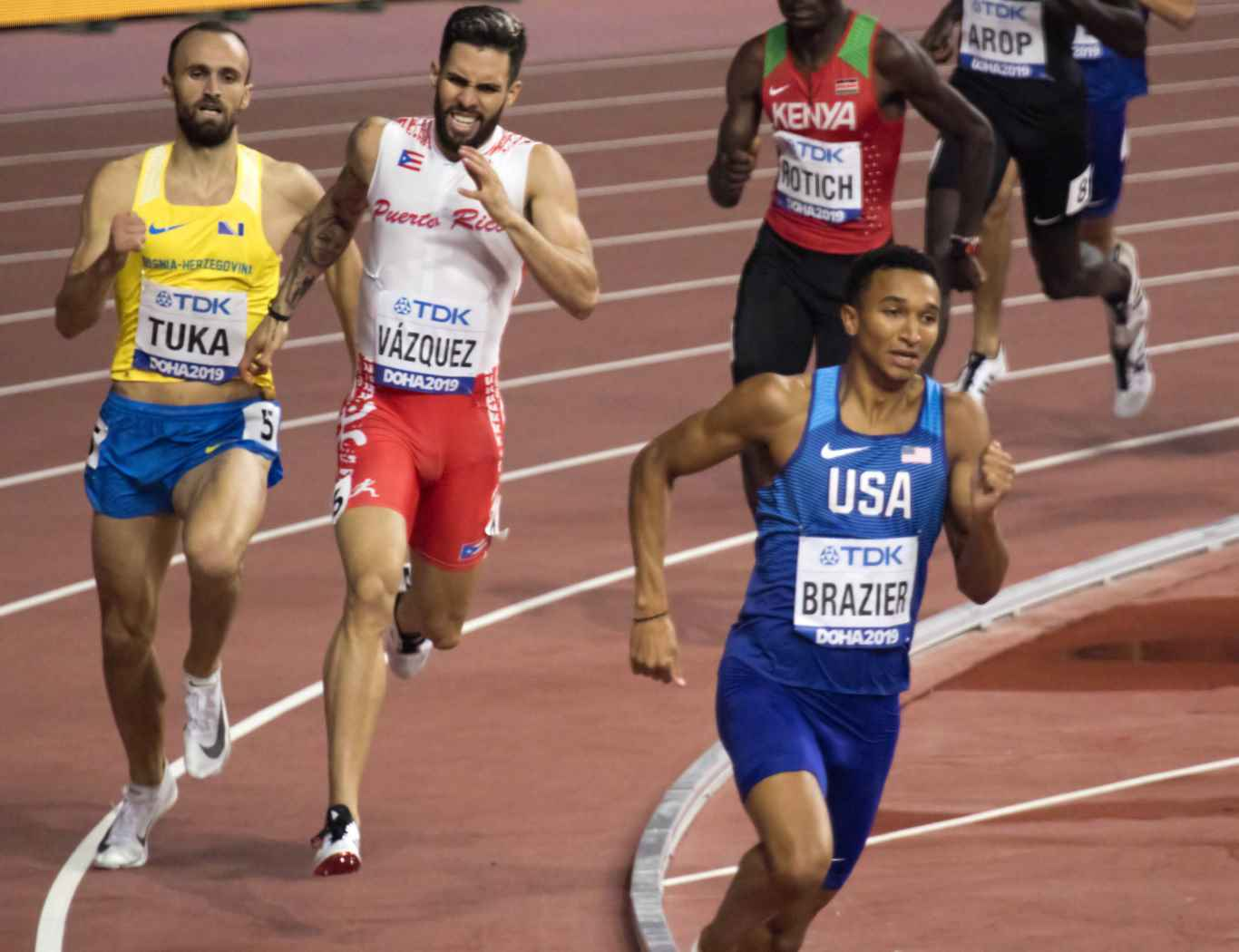
800-Meter-Finale, Zielkurve

1. Oktober 2019, 22:10 Uhr Ortszeit (21:10 Uhr MESZ)
| Platz | Athlet                    | Land                    | Zeit (min)    |
| ----- | ------------------------- | ----------------------- | ------------- |
|       | Donavan Brazier           | USA                     | 1:42,34 CR/AM |
|       | Amel Tuka                 | Bosnien und Herzegowina | 1:43,47 SB    |
|       | Ferguson Cheruiyot Rotich | Kenia                   | 1:43,82       |
| 4     | Bryce Hoppel              | USA                     | 1:44,25 PB    |
| 5     | Wesley Vázquez            | Puerto Rico             | 1:44,48       |
| 6     | Adrián Ben                | Spanien                 | 1:45,58       |
| 7     | Marco Arop                | Kanada                  | 1:45,78       |
| 8     | Clayton Murphy            | USA                     | 1:47,84       |

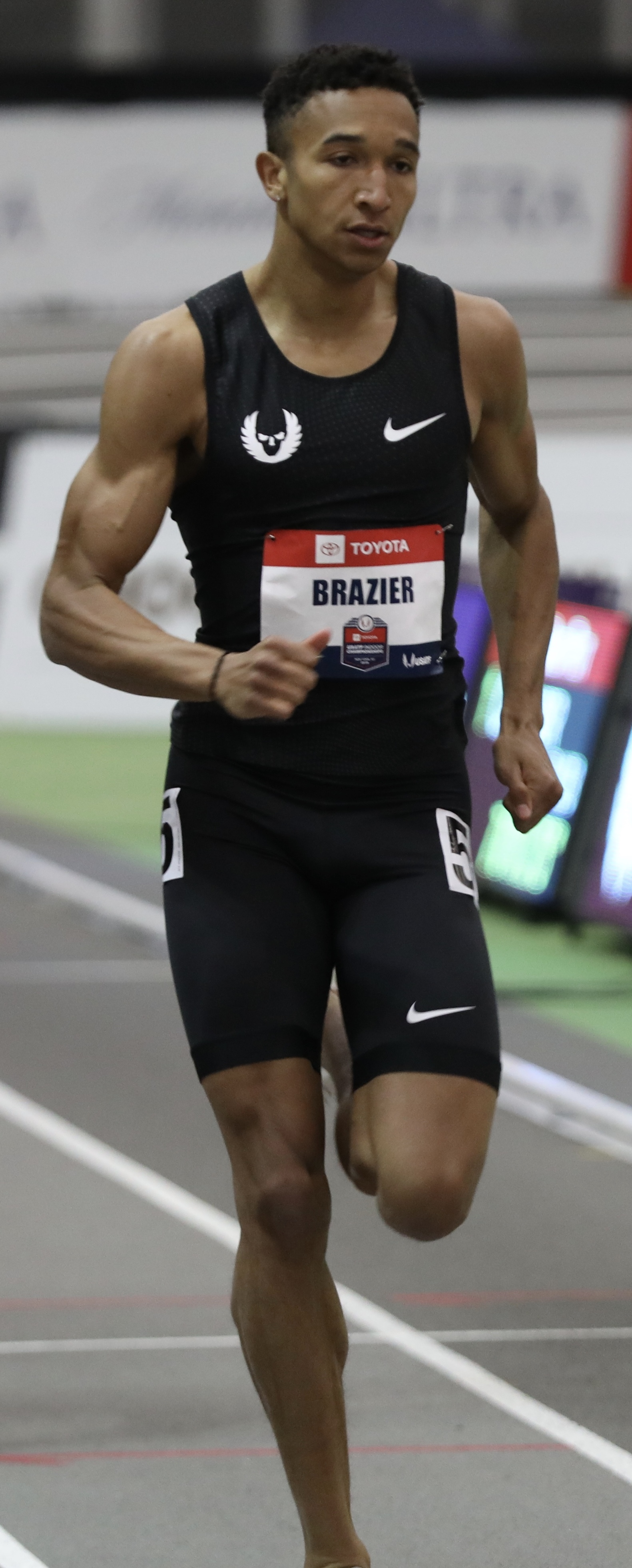
Weltmeister Donavan Brazier
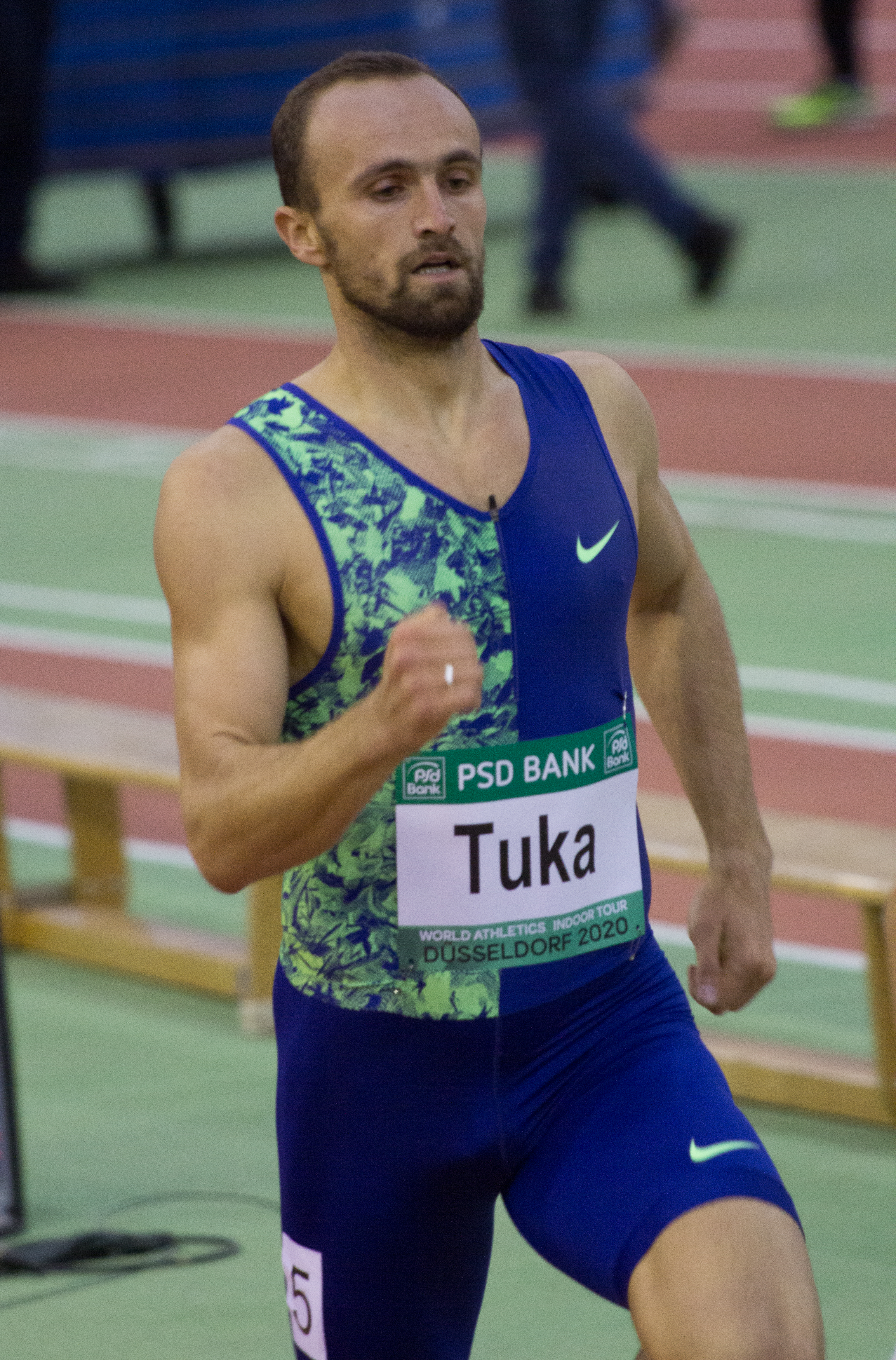
Vizeweltmeister Amel Tuka
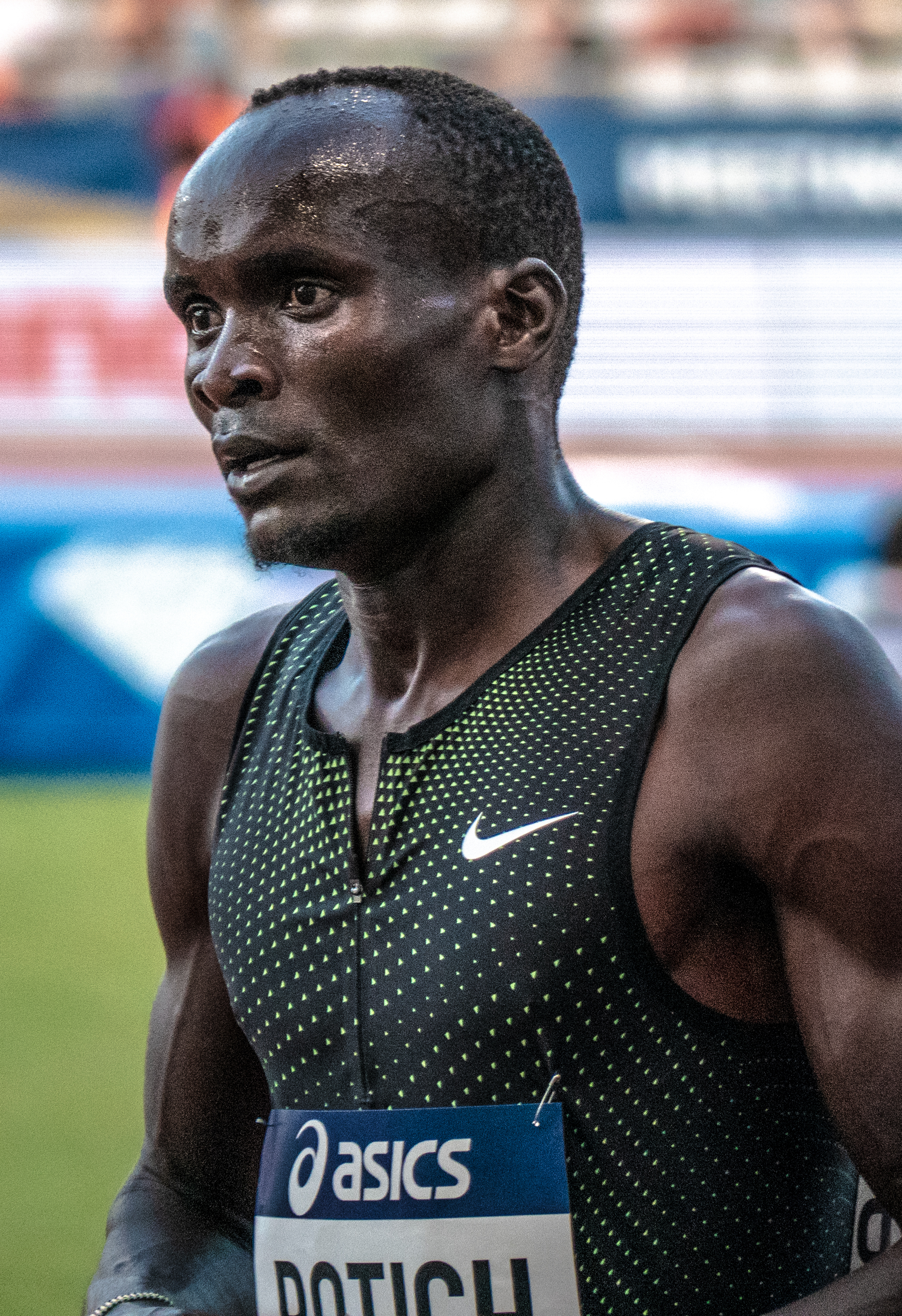
Bronzemedaillengewinner Ferguson Cheruiyot Rotich
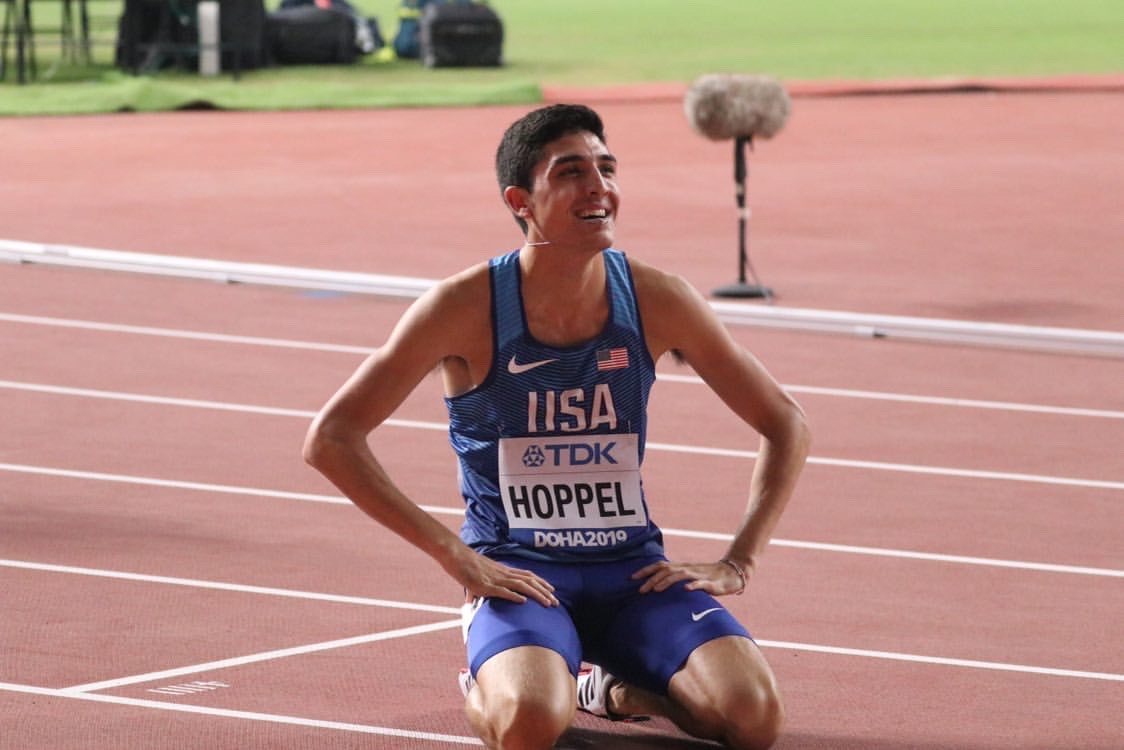
Rang vier für Bryce Hoppel – hier nach seinem Halbfinalrennen
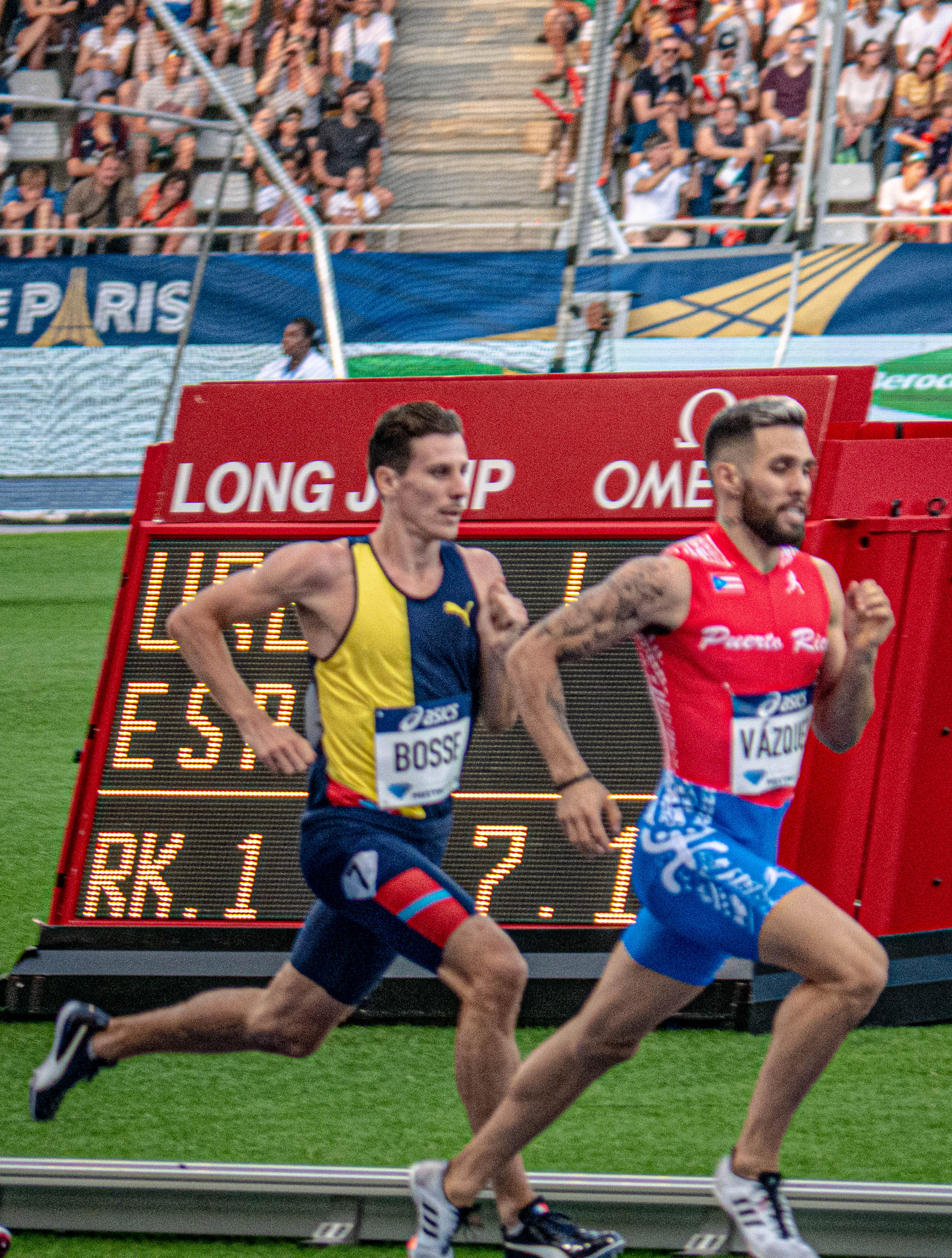
Wesley Vázquez (rechts) wurde Fünfter
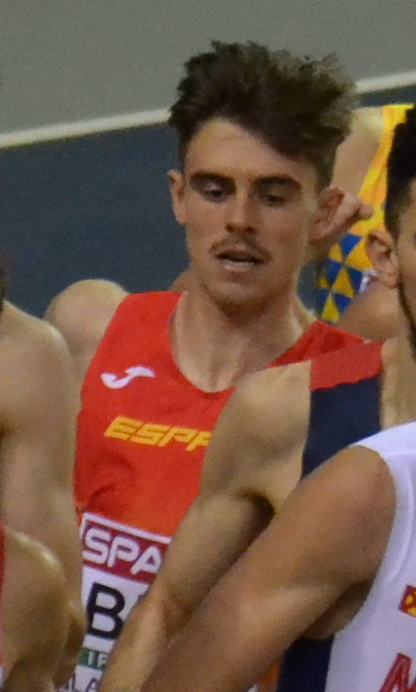
Adrián Ben kam auf den sechsten Platz
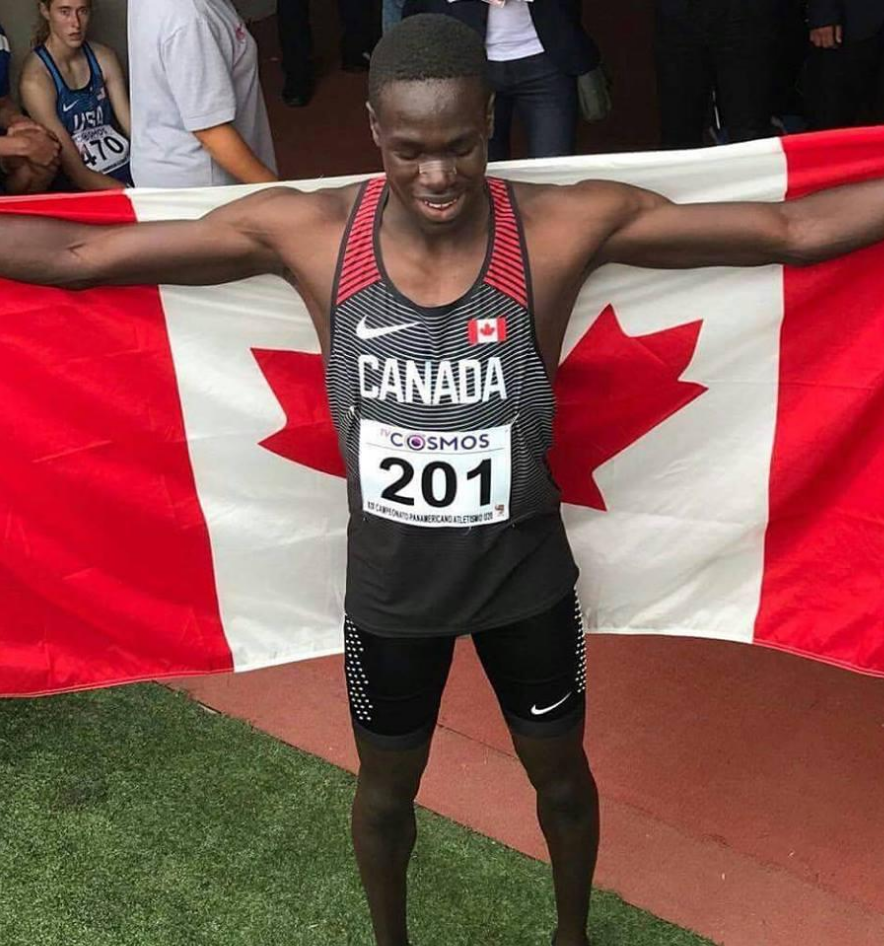
Marco Arop belegte Rang sieben
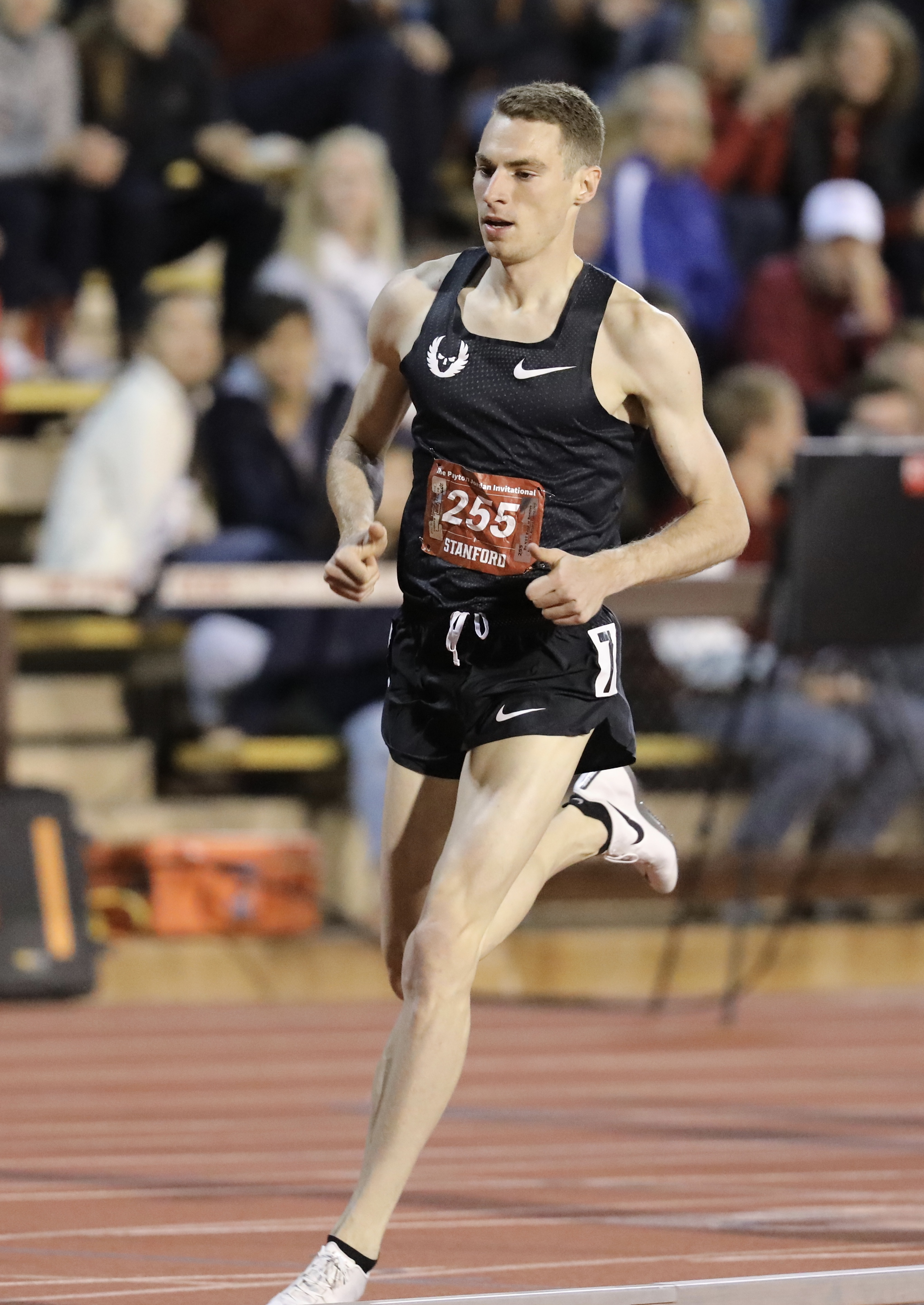
Der achtplatzierte Clayton Murphy

## Videolinks
- Men's 800m Final | World Athletics Championships Doha 2019, youtube.com, abgerufen am 12. März 2021
- Men's 800m Semi-Finals | World Athletics Championships Doha 2019, youtube.com, abgerufen am 12. März 2021